# Fleury (Moselle)

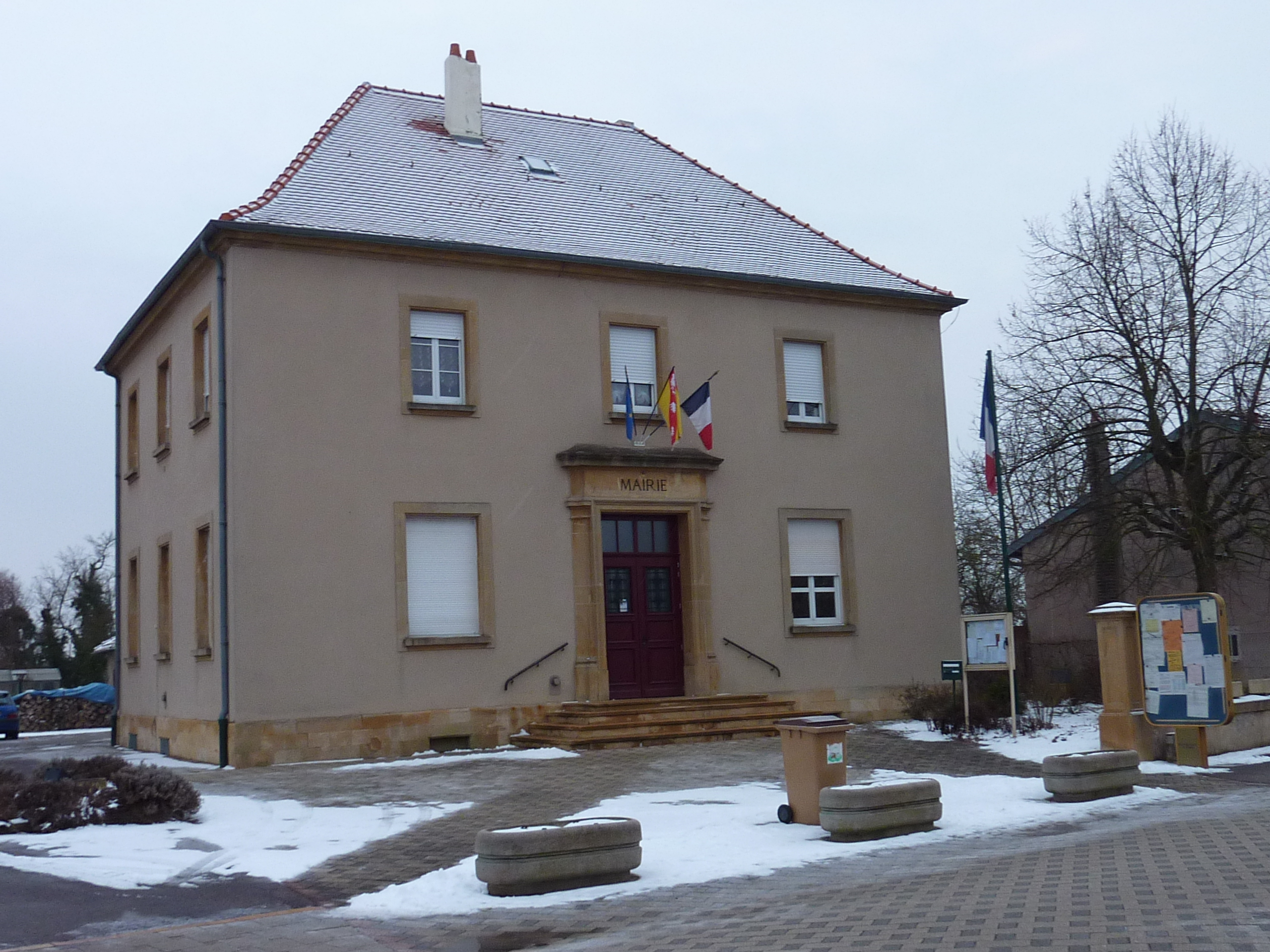
Rathaus (Mairie)

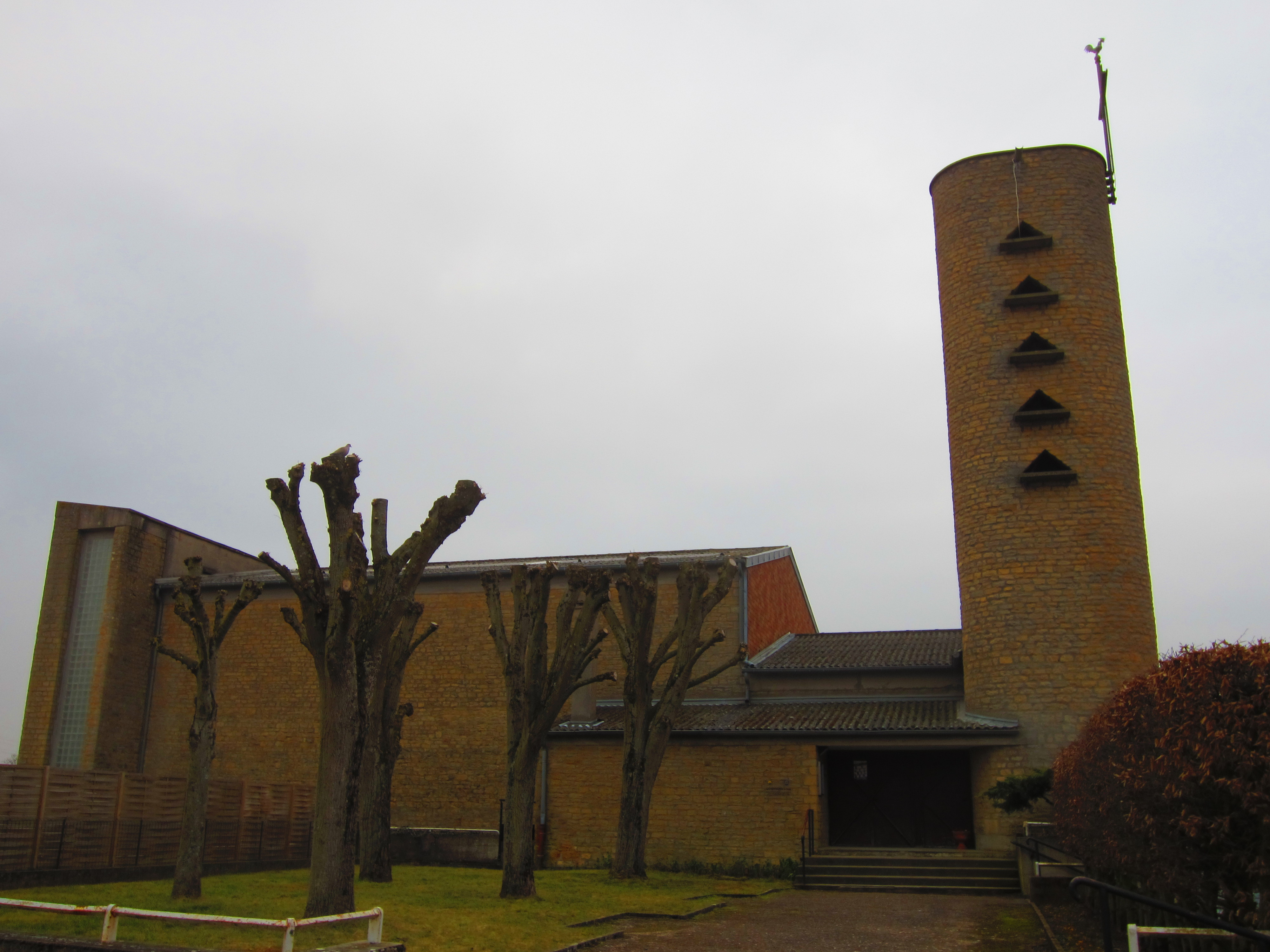
Kirche Notre-Dame-de-la-Nativité (Mariä Himmelfahrt)

Fleury ist eine französische Gemeinde mit 1284 Einwohnern (Stand 1. Januar 2022) im Département Moselle in der Region Grand Est (bis 2015 Lothringen). Sie gehört zum Arrondissement Metz.

## Geographie
Die Gemeinde Fleury liegt in Lothringen, auf einer Anhöhe im Tal der Seille, auf der rechten Seite des Flusses, neun Kilometer südlich von Metz und vier Kilometer nördlich von Verny, auf einer Höhe zwischen 170 und 237 m über dem Meeresspiegel. Das Gemeindegebiet umfasst 9,69 km².

## Geschichte
Der Ort wurde 706 als Floriacum erwähnt. In dem Jahr schenkte Herzog Arnulf, Enkel Pippins, das Dorf der Abtei Sankt Arnulf bei Metz. Die Ortschaft gehörte früher zum Bistum Metz.
Durch den Frankfurter Frieden vom 10. Mai 1871 kam die Region an das deutsche Reichsland Elsaß-Lothringen, und das Dorf wurde dem Landkreis Metz im Bezirk Lothringen zugeordnet. Die Dorfbewohner betrieben Getreide-, Obst- und Weinbau sowie Viehzucht.
Nach dem Ersten Weltkrieg musste die Region aufgrund der Bestimmungen des Versailler Vertrags 1919 an Frankreich abgetreten werden. Im Zweiten Weltkrieg war die Region von der deutschen Wehrmacht besetzt.
Der Ort trug 1915–1919 und 1940–1944 den eingedeutschten Namen Flöringen.

### Demographie
| Jahr      | 1962 | 1968 | 1975 | 1982 | 1990 | 1999 | 2007 | 2019 |
| Einwohner | 355  | 459  | 750  | 902  | 926  | 1132 | 1058 | 1286 |

## Sehenswürdigkeiten
- Kirche Notre-Dame-de-la-Nativité (Mariä Himmelfahrt), Monument historique